# Flévy
Flévy település Franciaországban, Moselle megyében. Lakosainak száma 588 fő (2022. január 1.). Flévy Bettelainville, Chailly-lès-Ennery, Ennery, Luttange, Trémery és Vigy községekkel határos.

## Népesség
A település népességének változása:
| Lakosok száma | 318  | 381  | 424  | 558  | 574  | 576  | 557  | 546  | 560  | 588  |
|               | 1968 | 1982 | 1990 | 2006 | 2013 | 2015 | 2017 | 2019 | 2020 | 2022 |